# Wilford Brimley

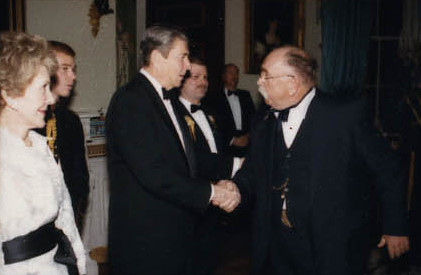
Wilford Brimley ontmoet president Ronald Reagan en first lady Nancy Reagan (1988).

Anthony Wilford Brimley (Salt Lake City, 27 september 1934 – 
St. George (Utah), 1 augustus 2020) was een Amerikaans acteur. 

## Levensloop
Na zijn diensttijd in het United States Marine Corps had hij een tijdlang allerlei baantjes, waaronder figurant in  Hollywoodfilms. Hij werd populair als opvallend acteur in kleine en soms grotere karakterrollen in de speelfilms The China Syndrome (1979), Absence of Malice (1981), The Thing (1982), The Natural (1984), Remo Williams: The Adventure Begins (1985), Cocoon (1985) en het vervolg Cocoon: The Return (1988), The Firm (1993), In & Out (1997) en Crossfire Trail (2001).
In televisieseries werd hij vaak gecast als knorrige oude man. Brimley speelde van 1974 tot 1977 Horace Brimley, een inwoner van Walton's Mountain, in The Waltons en van 1986 tot 1988 grootvader Gus Witherspoon in Our House. Daarnaast werd hij zeer bekend van reclamespots. Zo was hij met zijn karakteristieke walrussnor jarenlang het gezicht van Quaker Oats ontbijtgranen. 
Wilford Brimley, die al sinds 1979 aan diabetes mellitus leed, overleed in het Dixie Regional Medical Center in St. George na een ziekbed van twee maanden op 85-jarige leeftijd aan een nierziekte.

### Persoonlijk leven
Brimley was belijdend Mormoon.
Hij was van 1956 tot haar dood in 2000 getrouwd met Lynne Bagley. Zij hadden vier zoons. In 2007 hertrouwde hij met Beverly Berry.
Als suikerziektepatiënt voerde hij actie om lijders aan deze aandoening te helpen en van advies te dienen.
Als enthousiast pokerspeler nam hij deel aan de evenementen van de World Series of Poker
Tijdens de Amerikaanse presidentsverkiezingen 2008 steunde hij John McCain, die grapte dat hij Brimley zou kiezen als vicepresident, met de woorden: "He's a former Marine and great guy and he's older than I am, so that might work". 